# Lagnieu
Lagnieu es una comuna francesa del departamento de Ain, en la región de Auvernia-Ródano-Alpes. Es la cabecera y mayor población del cantón de su nombre.

## Demografía
| 2 385 | 2 476 | 3 254 | 4 159 | 5 208 | 5 594 | 5 686 | 5 882 | 6 643 | 6 889 |
| Para los censos de 1962 a 1999 la población legal corresponde a la población sin duplicidades (Fuente: INSEE [Consultar]) |       |       |       |       |       |       |       |       |       |